# Karin Kienhuis
Karin Josephina Maria Kienhuis (Almelo, 24 de febrero de 1971) es una deportista neerlandesa que compitió en judo. Ganó cuatro medallas en el Campeonato Europeo de Judo entre los años 1993 y 1998.
Participó en dos Juegos Olímpicos de Verano en los años 1996 y 2000, su mejor actuación fue un noveno puesto logrado en Sídney 2000 en la categoría de –78 kg.

## Palmarés internacional
| Campeonato Europeo | Campeonato Europeo     | Campeonato Europeo | Campeonato Europeo |
| Año                | Lugar                  | Medalla            | Categoría          |
| ------------------ | ---------------------- | ------------------ | ------------------ |
| 1993               | Atenas (Grecia)        | Medalla de bronce  | –72 kg             |
| 1996               | La Haya (Países Bajos) | Medalla de plata   | –72 kg             |
| 1997               | Ostende (Bélgica)      | Medalla de bronce  | –72 kg             |
| 1998               | Oviedo (España)        | Medalla de plata   | –70 kg             |